# Personnages de Riverdale
 (février 2020).

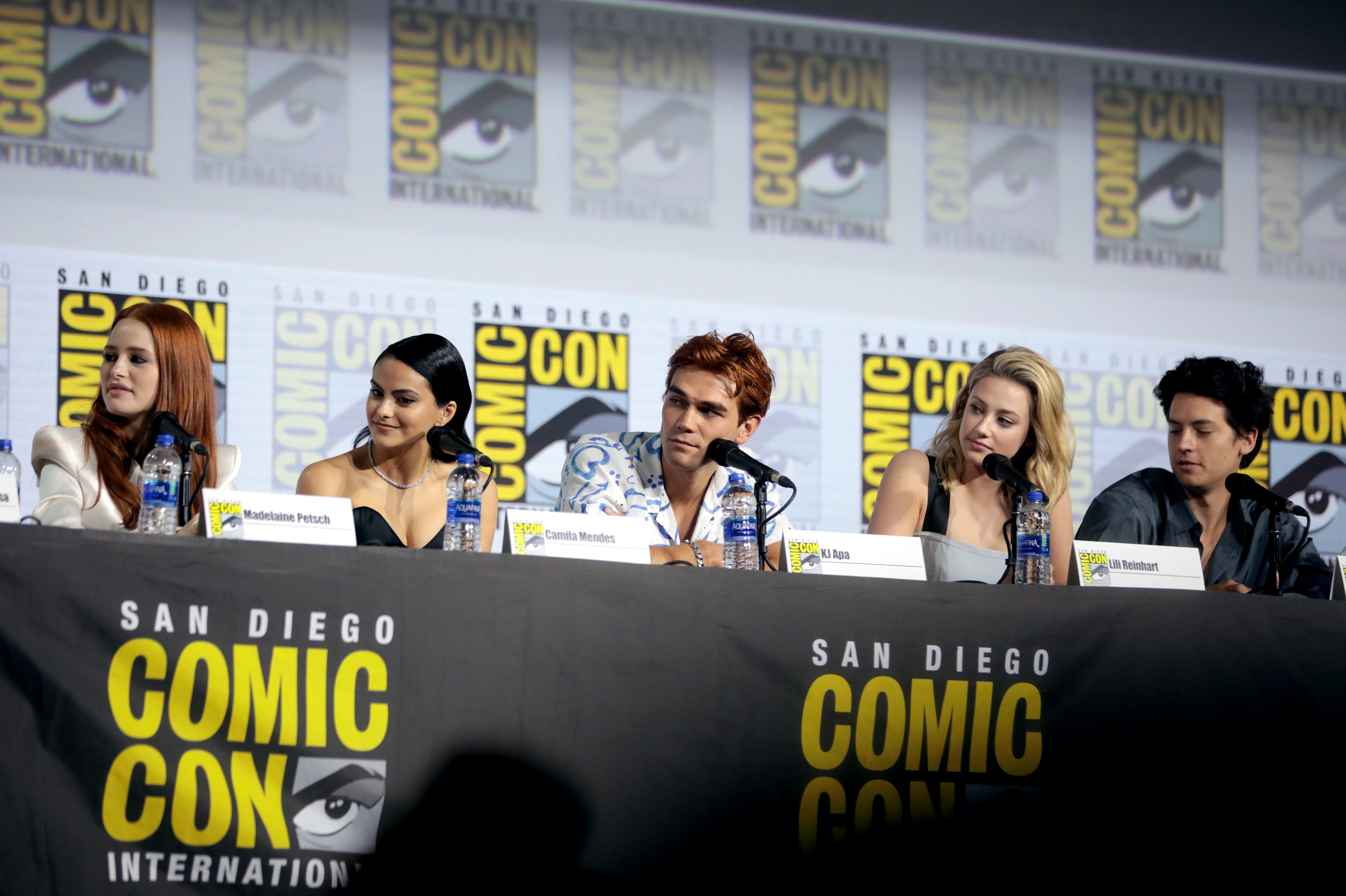
Madelaine Petsch, Camila Mendes, KJ Apa, Lili Reinhart et Cole Sprouse s'exprimant au San Diego Comic Con International 2019, pour "Riverdale", au San Diego Convention Center à San Diego, Californie. Veuillez attribuer à Gage Skidmore si utilisé ailleurs.

Cet article présente les personnages de la série télévisée Riverdale. 
La série est basée sur les personnages de l'éditeur Archie Comics et plus spécifiquement sur ceux des publications centrées sur Archie Andrews et sa bande. Néanmoins, plusieurs éléments diffèrent entre les versions originales des personnages et leurs versions télévisuelles.

## Généralité
| Acteur                      | Rôle                                | Saisons    | Saisons    | Saisons    | Saisons    | Saisons    | Saisons    | Saisons      | Voix française                                                                                    |
| Acteur                      | Rôle                                | Saison 1   | Saison 2   | Saison 3   | Saison 4   | Saison 5   | Saison 6   | Saison 7     | Voix française                                                                                    |
| --------------------------- | ----------------------------------- | ---------- | ---------- | ---------- | ---------- | ---------- | ---------- | ------------ | ------------------------------------------------------------------------------------------------- |
| K.J. Apa                    | Archie Andrews                      | Principal  | Principal  | Principal  | Principal  | Principal  | Principal  | Principal    | Gauthier Battoue / Emmanuel Dahl (Chant, Saison 2)                                                |
| Lili Reinhart               | Betty Cooper                        | Principale | Principale | Principale | Principale | Principale | Principale | Principale   | Ludivine Maffren / Margaux Maillet (Chant, Saison 2)                                              |
| Camila Mendes               | Veronica Lodge                      | Principale | Principale | Principale | Principale | Principale | Principale | Principale   | Youna Noiret                                                                                      |
| Cole Sprouse                | Jughead Jones                       | Principal  | Principal  | Principal  | Principal  | Principal  | Principal  | Principal    | Clément Moreau                                                                                    |
| Marisol Nichols             | Hermione Lodge                      | Principale | Principale | Principale | Principale | Principale | Invitée    | Invitée      | Nathalie Karsenti                                                                                 |
| Madelaine Petsch            | Cheryl Blossom                      | Principale | Principale | Principale | Principale | Principale | Principale | Principale   | Diane Dassigny                                                                                    |
| Mädchen Amick               | Alice Cooper                        | Principale | Principale | Principale | Principale | Principale | Principale | Principale   | Anne Rondeleux                                                                                    |
| Ashleigh Murray             | Josie McCoy                         | Principale | Principale | Principale | Principale | Invitée    |            | Invitée      | Audrey Sablé                                                                                      |
| Luke Perry                  | Fred Andrews                        | Principal  | Principal  | Principal  |            |            |            |              | Lionel Tua                                                                                        |
| Casey Cott                  | Kevin Keller                        | Récurrent  | Principal  | Principal  | Principal  | Principal  | Principal  | Principal    | Julien Bouanich (Saison 1 à 5) / Maxime Baudouin (Saison 6 et 7) / Gérôme Gallo (Chant, Saison 2) |
| Skeet Ulrich                | FP Jones                            | Récurrent  | Principal  | Principal  | Principal  | Principal  | Principal  |              | Damien Boisseau                                                                                   |
| Mark Consuelos              | Hiram Lodge                         |            | Principal  | Principal  | Principal  | Principal  | Invité     | Invité       | Laurent Maurel                                                                                    |
| Ross Butler                 | Reggie Mantle                       | Récurrent  |            |            |            |            | Invité     |              | François Santucci (Saison 1 à 4) / Nicolas Duquenoy (Saison 5 à 7)                                |
| Charles Melton              | Reggie Mantle                       |            | Récurrent  | Principal  | Principal  | Principal  | Principal  | Principal    | François Santucci (Saison 1 à 4) / Nicolas Duquenoy (Saison 5 à 7)                                |
| Vanessa Morgan              | Toni Topaz                          |            | Récurrente | Principale | Principale | Principale | Principale | Principale   | Alexia Papineschi                                                                                 |
| Drew Ray Tanner             | Fangs Fogarty                       |            | Récurrent  | Récurrent  | Récurrent  | Principal  | Principal  | Principal    | Tommy Lefort                                                                                      |
| Erinn Westbrook             | Tabitha Tate                        |            |            |            |            | Principale | Principale | Invitée      | Déborah Claude                                                                                    |
| Acteurs récurrents          |                                     |            |            |            |            |            |            |              |                                                                                                   |
| Martin Cummins              | Tom Keller                          | Récurrent  | Récurrent  | Récurrent  | Récurrent  | Récurrent  | Récurrent  | Récurrent    | David Krüger                                                                                      |
| Alvin Sanders               | Pop Tate                            | Récurrent  | Récurrent  | Récurrent  | Récurrent  | Récurrent  | Récurrent  | Récurrent    | Jean-Luc Atlan                                                                                    |
| Tiera Skovbye               | Polly Cooper                        | Récurrente | Récurrente | Récurrente | Récurrente | Récurrente | Récurrente | Invitée      | Marie Diot                                                                                        |
| Molly Ringwald              | Mary Andrews                        | Récurrente | Récurrente | Récurrente | Récurrente | Récurrente | Invitée    | Récurrente\| | Juliette Degenne                                                                                  |
| Nathalie Boltt              | Penelope Blossom                    | Récurrente | Récurrente | Récurrente | Récurrente | Récurrente | Invitée    | Récurrente   | Danièle Douet                                                                                     |
| Cody Kearsley               | Moose Mason                         | Récurrent  | Récurrent  | Récurrent  | Récurrent  | Invité     | Récurrent  |              | Nicolas Hardy                                                                                     |
| Peter James Bryant          | Waldo Weatherbee                    | Récurrent  | Récurrent  | Récurrent  | Invité     | Récurrent  | Récurrent  | Invité       | Frantz Confiac                                                                                    |
| Lochlyn Munro               | Hal Cooper                          | Récurrent  | Récurrent  | Récurrent  | Invité     | Invité     | Récurrent  | Récurrent    | François Delaive                                                                                  |
| Robin Givens                | Sierra McCoy                        | Récurrente | Récurrente | Récurrente | Invitée    | Invitée    |            |              | Armelle Gallaud                                                                                   |
| Shannon Purser              | Ethel Muggs                         | Récurrente | Récurrente | Récurrente | Invitée    |            | Invitée    | Récurrente   | Flora Kaprielian                                                                                  |
| Major Curda                 | Dilton Doiley                       | Récurrent  | Récurrent  | Invité     |            |            | Invité     | Récurrent    | Gabriel Bismuth-Bienaimé                                                                          |
| Asha Bromfield              | Melody Valentine                    | Récurrente | Récurrente |            |            | Invitée    |            |              | Laure Berend-Sagols                                                                               |
| Hayley Law                  | Valerie Brown                       | Récurrente | Récurrente |            |            | Invitée    |            |              | Fouzia Youssef                                                                                    |
| Jordan Calloway             | Chuck Clayton                       | Récurrent  | Récurrent  |            |            |            |            |              | Eilias Changuel                                                                                   |
| Trevor Stines               | Jason Blossom                       | Récurrent  | Invité     | Invité     | Récurrent  | Invité     | Récurrent  | Invité\|     | Léo Faure                                                                                         |
| Tom McBeath                 | Smithers                            | Récurrent  | Invité     | Invité     | Invité     | Récurrent  | Invité     | Récurrent    | Serge Blumenthal                                                                                  |
| Barclay Hope                | Clifford Blossom                    | Récurrent  | Invité     |            | Invité     |            | Invité     | Récurrent    | Serge Biavan                                                                                      |
| Barclay Hope                | Claudius Blossom                    |            | Récurrent  | Invité     |            |            |            |              | Serge Biavan                                                                                      |
| Rob Raco                    | Joaquin DeSantos                    | Récurrent  | Invité     | Récurrent  |            |            |            |              | Juan Llorca                                                                                       |
| Colin Lawrence              | Floyd Clayton                       | Récurrent  | Invité     |            | Invité     |            |            |              | Mohad Sanou                                                                                       |
| Sarah Habel                 | Geraldine Grundy                    | Récurrente | Invitée    |            |            |            | Invitée    | Récurrente   | Barbara Beretta                                                                                   |
| Caitlin Mitchell-Markovitch | Ginger Lopez                        | Récurrente |            |            |            |            |            |              |                                                                                                   |
| Olivia Ryan Stern           | Tina Patel                          | Récurrente |            |            |            |            |            |              |                                                                                                   |
| Barbara Wallace             | Rose Blossom                        | Invitée    | Récurrente | Récurrente | Récurrente | Récurrente | Récurrente | Récurrente   | Cathy Cerdà                                                                                       |
| Moses Thiessen              | Ben Button                          | Invité     | Récurrent  | Invité     | Invité     |            | Invité     | Récurrent    | Tom Boutry                                                                                        |
| Scott McNeil                | Tall Boy                            | Invité     | Récurrent  | Invité     |            |            |            |              | Michel Vigné                                                                                      |
| Jordan Connor               | Sweet Pea                           |            | Récurrent  | Récurrent  | Invité     | Récurrent  |            |              | Alexis Gilot                                                                                      |
| Beverley Breuer             | Sœur Woodhouse                      |            | Récurrente | Récurrente |            |            |            | Invitée      | Marie-Laure Beneston                                                                              |
| Brit Morgan                 | Penny Peabody                       |            | Récurrente | Récurrente |            |            |            |              | Marie Bouvier                                                                                     |
| Henderson Wade              | Michael Minetta                     |            | Récurrent  | Récurrent  |            |            |            |              | Mike Fédée                                                                                        |
| Hart Denton                 | Chic                                |            | Récurrent  | Invité     | Invité     | Invité     |            |              | Donald Reignoux                                                                                   |
| Emilija Baranac             | Midge Klump                         |            | Récurrente | Invitée    |            |            |            |              | Laetitia Coryn                                                                                    |
| Abby Ross                   | Midge Klump                         |            |            |            |            |            |            | Récurrente   | Laetitia Coryn                                                                                    |
| Graham Phillips             | Nick St. Clair                      |            | Récurrent  |            | Invité     |            | Invité     |              | Martin Faliu                                                                                      |
| Tommy Martinez              | Malachai                            |            | Récurrent  | Invité     |            |            |            |              | Jérémie Bédrune                                                                                   |
| Stephan Miers               | Andre                               |            | Récurrent  |            |            |            |            |              | David Mandineau                                                                                   |
| Cameron McDonald            | Joseph Svenson                      |            | Récurrent  |            |            |            |            |              | Patrick Borg                                                                                      |
| John Behlmann               | Arthur Adams                        |            | Récurrent  |            |            |            |            |              | Sébastien Desjours                                                                                |
| Julian Haig                 | Elio Grande                         |            | Invité     | Récurrent  |            |            |            |              | Rémi Caillebot                                                                                    |
| Trinity Likins              | Jellybean Jones                     |            |            | Récurrente | Récurrente | Récurrente |            |              | Clara Quilichini                                                                                  |
| Zoé De Grand Maison         | Evelyn Evernever                    |            |            | Récurrente | Récurrente |            |            | Récurrente   | Léopoldine Serre                                                                                  |
| Brittany Willacy            | Laura                               |            |            | Récurrente | Récurrente |            |            |              |                                                                                                   |
| Eli Goree                   | Munroe "Mad Dog" Moore              |            |            | Récurrent  | Récurrent  |            |            |              | Jean-Michel Vaubien                                                                               |
| Nikolai Witschl             | Dr. Curdle Jr.                      |            |            | Récurrent  | Invité     | Récurrent  | Récurrent  | Invité       | Gwendal Anglade                                                                                   |
| Bernadette Beck             | Peaches 'N Cream                    |            |            | Récurrente | Invitée    | Invitée    |            |              | Déborah Claude                                                                                    |
| Chad Michael Murray         | Edgar Evernever                     |            |            | Récurrent  | Invité     |            |            |              | Yoann Sover                                                                                       |
| Gina Gershon                | Gladys Jones                        |            |            | Récurrente |            |            |            |              | Déborah Perret                                                                                    |
| William MacDonald           | Warden Norton                       |            |            | Récurrent  |            |            |            |              | Achille Orsoni                                                                                    |
| Link Baker                  | Captain Golightly                   |            |            | Récurrent  |            |            |            |              | Fabien Jacquelin                                                                                  |
| Jonathan Whitesell          | Kurtz                               |            |            | Récurrent  |            |            |            |              | Jim Redler                                                                                        |
| Nico Bustamante             | Ricky DeSantos                      |            |            | Récurrent  |            |            |            |              | Kaycie Chase                                                                                      |
| Ryan Robbins                | Frank Andrews                       |            |            |            | Récurrent  | Récurrent  | Récurrent  | Récurrent    | Alexandre Gillet                                                                                  |
| Marion Eisman               | Doris Bell                          | Invitée    | Invitée    | Invitée    | Récurrente | Récurrente | Invitée    | Invitée      | Frédérique Cantrel                                                                                |
| Wyatt Nash                  | Charles Smith                       |            |            | Invité     | Récurrent  | Récurrent  | Invité     |              | Julien Allouf                                                                                     |
| Mishel Prada                | Hermosa Lodge                       |            |            |            | Récurrente | Invitée    | Invitée    |              | Emmanuelle Rivière                                                                                |
| Sean Depner                 | Bret Weston Wallis                  |            |            |            | Récurrent  | Invité     |            | Invité       | Jérémie Bédrune                                                                                   |
| Sarah Desjardins            | Donna Sweett                        |            |            |            | Récurrente | Invitée    |            |              | Nastassja Girard                                                                                  |
| Juan Riedinger              | Dodger Dickenson                    |            |            |            | Récurrent  | Invité     |            |              | Benjamin Penamaria                                                                                |
| Sam Witwer                  | Mr. Chipping                        |            |            |            | Récurrent  |            |            |              | Thomas Roditi                                                                                     |
| Alex Barima                 | Johnathan                           |            |            |            | Récurrent  |            |            |              | Jhos Lican                                                                                        |
| Doralynn Mui                | Joan Berkeley                       |            |            |            | Récurrente |            |            |              | Lily Rubens                                                                                       |
| Kerr Smith                  | Mr. Honey                           |            |            |            | Récurrent  |            |            |              | Hervé Rey                                                                                         |
| Malcolm Stewart             | Fredreich Werthers / Francis Dupont |            |            |            |            |            |            | Récurrent    | Jean-Pol Brissart                                                                                 |
| Greyston Holt               | Glen Scot                           |            |            |            |            | Récurrent  | Récurrent  | Invité       | Benjamin Gasquet                                                                                  |
| Kyra Leroux                 | Britta Beach                        |            |            |            |            | Récurrente | Récurrente |              | Camille Timmerman                                                                                 |
| Alix West Lefler            | Juniper Cooper                      |            |            |            |            | Récurrente | Récurrente |              |                                                                                                   |
| Bentley Storteboom          | Dagwood Cooper                      |            |            |            |            | Récurrent  | Récurrent  |              |                                                                                                   |
| Sommer Carbuccia            | Eric Jackson                        |            |            |            |            | Récurrent  |            |              | Romain Altché                                                                                     |
| Chris Mason                 | Chad Gekko                          |            |            |            |            | Récurrent  |            |              | Juan Llorca                                                                                       |
| Adeline Rudolph             | Minerva Marble                      |            |            |            |            | Récurrente |            |              | Pascale Chemin                                                                                    |
| Phoebe Miu                  | Jessica                             |            |            |            |            | Récurrente |            |              | Geneviève Doang                                                                                   |
| John Prowse                 | Old Man Dreyfus                     |            |            |            |            | Récurrent  |            |              |                                                                                                   |
| Alaina Huffman              | Twyla Twist                         |            |            |            |            |            | Récurrente | Récurrente   |                                                                                                   |
| Alison Araya                | Ms. Weiss                           | Invitée    | Invitée    | Invitée    | Invitée    | Invitée    | Récurrente |              | Géraldine Asselin                                                                                 |
| Matthew Yang King           | Marty Mantle                        |            |            | Invité     | Invité     | Invité     | Récurrent  |              |                                                                                                   |
| Andres Soto                 | Carlos                              |            |            |            | Invité     |            | Récurrent  |              | Baptiste Marc                                                                                     |
| Christopher O'Shea          | Percival Pickins                    |            |            |            |            |            | Récurrent  |              | Damien Ferrette                                                                                   |
| Quinnie Vu                  | Agent Marsha Lin                    |            |            |            |            |            | Récurrente |              | Aude Saintier                                                                                     |
| Ricardo Hoyos               | Heraldo                             |            |            |            |            |            | Récurrent  |              |                                                                                                   |
| Caroline Day                | Heather                             |            |            |            |            |            | Récurrente |              | Ariane Aggiage                                                                                    |
| Sophia Tatum                | Agent Drake                         |            |            |            |            |            | Récurrente |              | Anaïs Delva                                                                                       |
| Douglas Chapman             | Trash Bag Killer / Dennis           |            |            |            |            |            | Récurrent  |              | Glen Hervé                                                                                        |
| Oliver Rice                 | Lou Cypher                          |            |            |            |            |            | Récurrent  |              |                                                                                                   |
| Will Jackson                | Anthony Fogarty                     |            |            |            |            |            | Récurrent  |              |                                                                                                   |
| Nicholas Barasch            | Julian Blossom                      |            |            |            |            |            |            | Récurrent    | Augustin Bonhomme                                                                                 |
| Karl Walcott                | Clay Walker                         |            |            |            |            |            |            | Récurrent    | Geoffrey Loval                                                                                    |
| Les Invités                 |                                     |            |            |            |            |            |            |              |                                                                                                   |
| Bruce Blain                 | Vic                                 | Invité     | Invité     | Invité     | Invité     |            |            |              | Bertrand Dingé                                                                                    |
| Arabella Bushnell           | Aunt Cricket                        | Invitée    | Invitée    |            | Invitée    | Invitée    |            |              |                                                                                                   |
| Alex Zahara                 | Uncle Bedford                       | Invité     | Invité     |            | Invité     |            |            |              | Yann Guillemot                                                                                    |
| Mackenzie Gray              | Dr. Curdle                          | Invité     | Invité     |            |            |            |            |              | Gérard Darier                                                                                     |
| Reese Alexander             | Myles McCoy                         | Invité     |            | Invité     |            | Invité     |            |              |                                                                                                   |
| Sam Spear                   | Deputy                              | Invitée    |            | Invitée    |            |            |            |              | Nadine Girard                                                                                     |
| Sheila Tyson                | Delores                             |            | Invitée    | Invitée    | Invitée    | Invitée    |            |              |                                                                                                   |
| Chris Britton               | Judge Britton                       |            | Invité     | Invité     | Invité     |            |            |              |                                                                                                   |
| Azura Skye                  | Darla Dickeson                      |            | Invitée    |            | Invitée    | Invitée    | Invitée    |              |                                                                                                   |
| Luvia Petersen              | Brooke                              |            |            | Invitée    | Invitée    | Invitée    |            | Invitée      |                                                                                                   |
| Fred Henderson              | Governor Dooley                     |            |            | Invité     | Invité     | Invité     |            |              |                                                                                                   |
| Kett Turton                 | David                               |            |            |            | Invité     | Invité     |            |              | Aurelien Raynal                                                                                   |
| Lucy Hale                   | Katy Keene                          |            |            |            | Invitée    | Invitée    |            |              | Élisabeth Ventura                                                                                 |
| Blake Stadel                | George Augustine                    |            |            |            | Invité     | Invité     |            |              | Mathieu Buscatto                                                                                  |
| Shannen Doherty             | Stranded Motorist                   |            |            |            | Invitée    |            |            |              | Odile Cohen                                                                                       |
| Ty Wood                     | Billy Marlin                        |            |            |            | Invité     |            |            |              | François Santucci                                                                                 |
| Timothy Webber              | Forsythe Pendleton Jones I          |            |            |            | Invité     |            |            |              |                                                                                                   |
| Zane Holtz                  | K.O. Kelly                          |            |            |            |            | Invité     | Invité     |              | Valentin Merlet                                                                                   |
| Camille Hyde                | Alexandra "Xandra" Cabot            |            |            |            |            | Invitée    | Invitée    |              | Aurélie Konaté                                                                                    |
| Ryan Faucett                | Bernardo Bixby                      |            |            |            |            | Invité     |            |              | Marc Arnaud                                                                                       |
| Kiernan Shipka              | Sabrina Spellman                    |            |            |            |            |            | Invitée    |              | Camille Donda                                                                                     |

Notes
Version française
- Société de doublage : Dubbing Brothers[2],[3]
- Direction artistique : Marie-Eugénie Maréchal[2],[3]
- Adaptation française : Philippe Videcoq[3]

 Source et légende : version française (VF) sur RS Doublage et Doublage Séries Database

## Personnages principaux

### Archie Andrews
Avant les événements de la série
Archibald Andrews, surnommé Archie,  est le héros de la série. il est né et a grandi à Riverdale. Il est le fils unique de Fred et Mary Andrews et possède également un chien nommé Vegas. Footballeur accompli dans l'équipe du lycée de Riverdale, il compose à la base des poèmes pour passer le temps lorsqu'il bossait pour son père et finit par réellement tomber "amoureux" de la musique, prévoyant même de se diriger vers cette discipline dans son avenir. Il chante et joue à la guitare plusieurs des morceaux qu'il a lui-même écrit, ce qui n'est pas sans laisser sans voix la plupart de ses amis. Il est le meilleur ami d'enfance de Betty depuis leurs quatre ans et vit dans la maison en face d'elle, communiquant souvent avec elle par téléphone depuis la fenêtre de sa chambre d'où il a vue sur celle de cette dernière. Son meilleur ami est Jughead Jones, un garçon un peu spécial mais avec qui Archie s'entend très bien.
Saison 1
Dans le premier épisode, il ignore que sa meilleure amie Betty est amoureuse de lui. En parallèle, il mène une relation amoureuse secrète avec son professeur de musique, Miss Grundy depuis le début de l'été. Ils étaient d'ailleurs présents à la rivière le matin où Jason a disparu. Alors qu'Archie est déchiré entre avouer ce qu'ils ont entendus (un coup de feu) à la police ou garder le secret pour ne pas mettre en danger le poste de Miss Grundy, il préfère à contre cœur se taire. Ses grandes capacités au football lui procure une place en équipe sénior tandis que les deuxième année (la promotion d'Archie) ne sont pas habilités en général à avoir ce genre de place. Résultat, Archie est en quelque sorte forcé par le coach de porter le maillot "9" de Jason et de récupérer sa place de capitaine dans l'équipe, ce qui le met mal à l'aise. Il est ensuite invité à aller au bal au bras de Betty mais aussi de Veronica ce qu'il accepte. Au cours de la soirée, Betty lui avoue ses sentiments mais Archie lui fait comprendre ne la voir que comme sa meilleure amie. À l'after de Cheryl, au terme du jeu de la bouteille, il est choisi par Cheryl pour être enfermé dans un placard à balais avec [Veronica où, dans un premier temps, ils discutent des sentiments inexistants d'Archie pour Betty. Comprenant qu'il ne l'aime pas, Veronica et lui s'embrassent fougueusement. Betty comprend ce qu'il s'est passé et fait mine de l'accepter même si Archie comprend qu'elle a le cœur brisé.

Saison 2
Dans la deuxième saison, il commence à affronter la tragédie de la fusillade de son père et orchestre la création du "Cercle Rouge" pour protéger Riverdale du Capuchon Noir, puis finit par se rapprocher de Betty pour le neutraliser. Plus tard, il doit rejoindre la mafia de la famille Lodge afin que Hiram Lodge approuve sa relation avec Veronica, mais tout se termine mal et Archie est finalement accusé à tort de meurtre. 

 Saison 3
Dans la troisième saison, il est jugé pour meurtre et est envoyé au Centre de Détention pour Mineurs Leopord d'où il est sauvé par ses amis et quitte temporairement Riverdale. Finalement, il revient et entame une relation amoureuse avec Josie McCoy, se recentrant sur sa musique, mais il est impliqué dans le jeu "Griffins et Gargouilles" où il est "Le Paladin Rouge" et la mission est de l'assassiner. Cependant, il se bat pour sa vie et survit. Plus tard, il ouvre un club de boxe "El Royale Fight Club" pour devenir boxeur.

Saison 4
Dans la quatrième saison, il traverse la grande douleur de la mort de son père, tandis que Riverdale est surveillée par "L'Auteur" et que son oncle Frank arrive en ville pour l'accompagner lors de sa dernière année. Archie participe à la dissimulation de la "mort de Jughead". Son rôle est de simuler le soutien de Betty et de commencer une fausse romance avec elle, mais cela réveille les vieux sentiments des deux, les rapprochant ainsi. 

Saison 5
Dans la cinquième saison, il obtient son diplôme, s'engage dans l'armée et revient à Riverdale après 5 ans pour revitaliser et sauver la ville des mains de Hiram Lodge. Au cours de ce processus, il entame une relation formelle avec Betty. Hiram place une bombe sous leurs lits qui explose peu de temps après.

Saison 6
Dans la sixième saison, la bombe les envoie dans une chronologie où ils ont des pouvoirs. Archie devient l'homme le plus résistant au monde, étant incassable. Tout en se concentrant sur la création d'une famille avec Betty, Percival le tue avec d'autres personnes, mais Cheryl (maintenant sorcière) parvient à le ramener à la vie et, avec le groupe, ils le neutralisent. Il finit enfin par demander Betty en mariage, mais la comète de Bailey s'apprête à exploser à Riverdale.

Saison 7 
Dans la septième saison, il est envoyé en 1955 pour survivre à la comète de Bailey, mais il ne se souvient pas de ses vies antérieures. Là, il retrouve Veronica, dont il tombe amoureux, puis sort avec Cheryl, se lie d'amitié avec Reggie et Kevin. Il finit par retrouver la mémoire. Des années plus tard, Betty âgée de 86 ans révèle qu'avec Jughead et Veronica, ils ont décidé d'explorer tous leurs sentiments et sont devenus un quatuor romantique, puis Archie a déménagé à Los Angeles avec son équipe de construction, où il est devenu entrepreneur et écrivain amateur. Il n'est jamais revenu à Riverdale, car dans la ville, il a rencontré une femme dont il est tombé amoureux et avec qui il a fondé une famille. À sa mort, il a demandé à être enterré aux côtés de son père dans sa ville natale.

### Betty Cooper
Très réservée et gentille aux premiers abords, Betty cache pourtant une part sombre de sa personnalité qu'elle laissera apercevoir au fil des épisodes.
Avant les événements de la série
Elizabeth Cooper, plus souvent prénommée Betty, est la fille de Hal et Alice Cooper. Elle est également la sœur de Polly, la jeune fille qui sortait avec Jason Blossom avant d'être internée, probablement par la faute de Jason. Elle est fan de littérature, Tony Morrison étant son "héroïne littéraire". Par la suite vivra une histoire d'amour avec Jughead Jones, une relation qui pour la saison 2 sera très compliqué car il arejoint le gangs des serpents.
Saison 1
Au début de la série, Betty est follement amoureuse de son meilleur ami d'enfance Archie mais il n'est pas au courant. Après deux mois de vacances sans le voir, elle est décidée à faire le premier pas vers lui mais est interrompue et perd son courage à chaque fois. Betty subit énormément de pression de la part de sa mère, ce qu'elle vit sans se rebeller, du moins au tout début. Elle intègre dès la rentrée l'équipe des pom-pom girls non sans mal avec Cheryl comme capitaine au vu de leur mésentente au sujet de Jason et Polly. Elle ne doit d'ailleurs son entrée dans l'équipe qu'à Veronica Lodge, nouvelle au lycée et amie depuis le jour même. En effet, après avoir acceptée Veronica, cette dernière oblige Cheryl à accepter également Betty si elle veut que Veronica reste dans l'équipe. Betty réalise donc l'un de ses rêves, faire partie de l'équipe des pom-pom girls, en partie grâce à Veronica. Elle est d'ailleurs formée par Veronica juste avant l'examen d'entrée dans l'équipe. Lorsque sa mère la voit en tenue de pom-pom girl, elle lui ordonne de retirer ses habits et de quitter l'équipe, chose que Betty refuse, se dressant contre sa mère pour la première fois. Au bal, elle en profite une nouvelle fois pour faire comprendre à Archie ses sentiments pour lui mais ce dernier lui fait comprendre qu'il ne ressent pas la même chose et Betty est brisée. Chez Cheryl pour l'after, après qu'Archie et Veronica se soit fait enfermer dans un placard à balais au terme du jeu de la bouteille, Betty quitte la soirée en sachant pertinemment que quelque chose d'intime va se passer entre sa nouvelle amie et l'homme qu'elle aime. Betty gère le journal du lycée avec Jughead Jones, ils découvriront ensemble des indices sur la mort de Jason Blossom et, en se rapprochant créeront une vraie histoire d'amour.
Saison 2
Dans la deuxième saison, après l'arrivée du Capuchon Noir, elle devient sa cible principale et sa victime principale, étant traquée. Déterminée à résoudre l'affaire, elle est prête à tout, y compris se déshabiller devant la foule pour obtenir l'adhésion des Serpents. Elle s'associe à Archie pour neutraliser le Capuchon Noir, mais finit par réveiller de vieux sentiments pour lui. Cependant, elle doit également faire face à l'apparition de Chic, son prétendu demi-frère. Elle découvre que son père est la cagoule Noir et parvient à l'arrêter. 

Saison 3
Dans la troisième saison, elle participe au sauvetage d'Archie, puis enquête sur le jeu de suicide dirigé par le Roi Gargouille, une situation qui la conduit à être internée aux Sœurs de la Miséricorde Silencieuse. Là, elle découvre la vérité sur le Roi Gargouille, qui s'avère être Chic, avec l'aide de son père Hal Cooper (la Cagoulle Noir). Les Sœurs de la Miséricorde Silencieuse sont dirigées par Penelope Blossom, qui la pousse à tuer son père, ce qu'elle fait. Finalement, lors de son évasion, elle découvre qu'elle doit sauver sa famille de la secte "La Ferme", elle s'y infiltre pour accomplir cette mission.

### Veronica Lodge
Veronica est la fille de Hermione et Hiram Lodge. Elle est aux premiers abords le stéréotype de la jeune fille très belle et superficielle, peut être même mauvaise, égoïste et égocentrique. Mais au fil des épisodes, elle va prouver à tous qu'elle veut réellement partir de zéro et oublier l'ancienne Veronica de New York. Veronica possède une extrême confiance en elle et un caractère bien trempé. Elle est d'ailleurs par conséquent l'une des seules personnes à tenir tête et à déstabiliser Cheryl dans les premiers épisodes de la série.
Avant les évènements de la série
Elle vivait auparavant dans un luxueux appartement à New York mais a dû déménager à la suite des frasques et de l'emprisonnement de son père, accusé de fraude et de détournement de fonds.
Saison 1
Dans le premier épisode, Veronica est la nouvelle arrivée dans la ville de Riverdale et emménage dans les appartements de luxe "The Pembrooke 330". Sa venue se fait lors du dernier jour des vacances d'été.  Elle pénètre dans le diner de la ville, Pop's Chock'lit Shoppe, pour la première fois au début de l'épisode et y rencontre Archie et Betty avec qui elle fait connaissance, tout en étant attiré par Archie. Betty est la jeune fille qui la reçoit le lendemain des cours pour lui faire visiter le lycée et se lie très vite d'amitié avec elle. Veronica trouve tout de suite sa place au sein du lycée Riverdale High puisqu'elle intègre très vite la bande d'Archie. Elle intègre également l'équipe des pom-pom girls du lycée et persuade Cheryl avec force de faire entrer également Betty au risque de perdre Veronica dans son équipe. En effet, Veronica se montre tout de suite très sympathique envers Kevin et surtout Betty qu'elle prend sous son aile pour l'examen d'entrée dans l'équipe. Veronica se livre ensuite un peu plus à Betty lui racontant que si elle est si gentille avec elle c'est parce que Veronica était pire que Cheryl lorsqu'elle habitait à New York et qu'elle a beaucoup souffert des critiques des autres à son égard. Sachant que Betty est amoureuse d'Archie, Veronica tente de les faire se rapprocher en poussant Betty à demander à Archie de l'accompagner au prochain bal qui va avoir lieu. Mais au lieu de ça, Betty se dégonfle et demande à Archie d'accompagner non pas Betty mais les deux jeunes filles en même temps. Malheureusement, Cheryl aperçoit les trois amis au bal et monte un plan avec ses deux comparses pour être sûr qu'Archie et les deux amies seront présents à l'after de Cheryl. Cette dernière en profite pour lancer le jeu du placard. Elle désigne Archie comme premier choix direct puis fait tourner une bouteille qui s'arrête entre Veronica et Betty. Elle choisit Veronica et enferme cette dernière et Archie dans un placard à balais, situation propice à un rapprochement, uniquement pour blesser Betty. Veronica questionne Archie sur ses sentiments envers Betty et quand elle se rend compte qu'il aime la jeune fille mais seulement en tant qu'amie, Veronica se laisse séduire et embrasse Archie fougueusement.
Dans l'épisode 10, elle rejoint Betty et Jughead dans leur enquête sur la mort de Jason Blossom dans l'intention de découvrir la vérité sur cette affaire et, si possible, d'innocenter son père.

### Jughead Jones
Jughead Jones est le meilleur ami de Archie Andrew. Lui et Betty Cooper travailleront ensemble pour le journal de l'école et tomberont amoureux l'un de l'autre. Jughead est plutôt un loup solitaire.
Avant les événements de la série
Jughead est le meilleur ami de Archie. Il est sarcastique, assez sombre et renfermé. Son père est Fp Jones, chef du gang des Southside Serpent,  et aussi un ancien employé de Fred Andrews. Il se fait mal voir à cause de son style assez spécial, ce qui lui vaut pas mal de moqueries. C'est le narrateur des épisodes de Riverdale.
Saison 1
Jughead semble être en colère contre Archie, il le trouve inconscient. Il sera le premier à savoir que ce dernier à une liaison avec Grundy ce qui va encore plus détériorer leur relation mais, au fil des épisodes Jughead se retrouvera sans logement et son meilleur ami l'hébergera. Il trouve avec l'aide de Betty Cooper, des indices sur la mort de Jason Blossom, étant tout le temps ensemble, Betty et Jughead se rapprocheront et Jughead fera le premier pas en l'embrassant. En découvrant que Jughead et Betty sont ensemble, Archie sera choqué mais aussi content pour son ami.

### Hermione Lodge
Elle est la mère Veronica et la femme de Hiram Lodge. D'un naturel calme et douce malgré son ancienne richesse.
Avant les évènements de la série
C'est une femme qui a fui New York avec sa fille dans l'espoir de recommencer à zéro à Riverdale à la suite des problèmes de son mari, accusé de fraude et de détournement de fonds et depuis est emprisonné. 
Saison 1
À Riverdale, elle emménage dans les appartements de luxe The Pembrooke 330 puis elle retrouve Fred Andrews, son ancien amour de jeunesse, auprès de qui elle demande un job ce que ce dernier refuse à contre-cœur à cause de la réputation de Hermione due aux frasques de son mari. Elle reçoit par son mari une somme d'argent importante et mystérieuse qu'elle cache à sa fille.

### Cheryl Blossom
Cheryl est la fille de Penelope et Clifford Blossom ainsi que la sœur jumelle de Jason. Hautaine, superficielle et égocentrique, Cheryl est le parfait stéréotype de la jeune fille la plus populaire et la plus riche du lycée. Elle possède deux amies qui la suivent quoi qu'elle fasse ; Tina Patel et Ginger Lopez. Cheryl est le premier personnage aperçu dans la série.
Avant les évènements de la série
Elle entame une balade en barque avec son frère jusqu'à ce qu'elle soit retrouvée plus tard trempée au bord de la rivière Sweet Water. Elle semble déboussolée et sous le choc après la disparition de son frère qu'elle explique ainsi : en perdant un gant dans la rivière, Jason aurait fait chavirer la barque en tentant de le reprendre. Il se serait noyé avec la panique. 
Saison 1
Lors du premier épisode, malgré le choc, Cheryl décide auprès du comité de laisser se dérouler le bal au sein du lycée qui devait être reporté par rapport à son frère. Elle est très grossière envers Betty qu'elle voit comme un souffre-douleur étant donné que la famille de cette dernière pense que Jason est le fautif dans l'histoire de l'entrée en psychiatrie de Polly. Cheryl tente ensuite de ramener Veronica au sein de son groupe et l'accepte dans son équipe de pom-pom girls puis se voit être obligée par cette dernière d'accepter également Betty si Cheryl veut Veronica dans son équipe. Pour mettre le désordre entre Archie, Betty et Veronica, elle profite de sa fête qui suit le bal pour choisir Archie et Veronica à enfermer dans un placard à balais pendant quelques minutes, espérant un rapprochement entre les deux, ce qui se produit.

### Josie McCoy
Josie est une étudiante au Riverdale High et également la chanteuse principale de Josie and the Pussycats, un groupe de rock composé d'elle-même et de Melody Valentine et Valerie Brown.
Saison 1
Sa première apparition se fait au cours du premier épisode lorsque Archie interrompt une de leurs répétitions privées pour leur demander de l'aide pour progresser dans la musique, ce qu'elle refuse.

### Alice Cooper
Elle est la mère de Betty et Polly Cooper ainsi que la femme de Hal.
Avant les évènements de la série
Elle déteste profondément la famille Blossom, en particulier Jason qui sortait avec Polly et qu'elle tient pour responsable de l'état mental de sa fille qui est maintenant internée.
Saison 1
Elle met énormément de pression sur le dos de Betty pour que cette dernière réussisse ses études et soit parfaite en tout point. Lorsqu'elle aperçoit sa fille en tenue de pom-pom girl, Alice se braque totalement et ne comprend pas comment Betty puisse intégrer l'équipe en sachant que Cheryl en est aux commandes et qu'elle est la sœur de Jason, le garçon qu'elle voit comme celui qui a brisé sa première fille. Elle n'accepte pas non plus que sa fille reste avec Veronica, pensant que cette dernière est exactement la même que Cheryl, ainsi qu' Archie qu'elle prétend être comme Jason.

### Fred Andrews
Avant les évènements de la série
Frederick Andrew est le père d'Archie. Il est le directeur de sa propre entreprise familiale et est séparé de sa femme Mary.
Saison 1
Le jour de la rentrée, il retrouve son ancien amour de jeunesse : Hermione Lodge, qui vient frapper à la porte de son bureau dans l'espoir que Fred lui offre un poste de comptable. Malheureusement, Fred refuse en raison des frasques de Hiram Lodge, le mari d'Hermione, liées à des détournements de fonds, ce qui jetterait un mauvais regard sur la comptabilité de son entreprise si Hermione en devenait la responsable.

### Kevin Keller
Avant les évènements de la série
Kevin est l'un des amis proches de Betty Cooper. Il est le seul étudiant ouvertement gay du lycée et est accepté comme tel par le reste de ses camarades.
Saison 1
Dans le premier épisode, il pousse Betty à avouer ses sentiments pour Archie, la jeune fille étant follement amoureuse de ce dernier en secret. Alors qu'il s'apprête à avoir des ébats sexuels avec Moose dans la rivière de Sweet Water, il retrouve le corps de Jason Blossom en état de décomposition, tué d'une balle dans la tête.

### Reggie Mantle
Saison 1
Reggie, de son vrai nom Reginald, est un étudiant au lycée de Riverdale. Nouvel ami proche d'Archie et ami de Moose, il est l'équivalent masculin de Cherryl : narcissique, égocentrique parfois même méchant, surtout avec Jughead.

## Personnages récurrents

### Étudiants
| Acteurs / Actrices | Personnages      | Saison 1   | Saison 2   | Saison 3  | Saison 4  | Saison 5 | Saison 6  | Saison 7 | Nombre d'épisodes | Statut  |
| --- | ---------------- | ---------- | ---------- | --------- | --------- | -------- | --------- | -------- | ----------------- | ------- |
| Trevor Stines | Jason Blossom    | Récurrent  | Invité     | Invité    | Invité    | Invité   | Invité    | Invité   | 20                | Décédé  |
| Avant les évènements de la série Jason est le frère jumeau de Cheryl et le fils de Cliff et Penelope Blossom. Il est avec sa sœur le premier personnage aperçu dans la série. Dans le prologue du premier épisode, Jughead raconte le drame survenu durant les vacances d'été et plus précisément le jour de la fête nationale. Jason, en allant faire une balade en barque sur la rivière Sweet Water avec sa sœur à l'aube, disparu dans les eaux sans que son corps ne soit retrouvé. Sa mort fut classée comme accidentelle, sa famille mettant en terre un cercueil vide. La version officielle de Cheryl est la suivante : en laissant tomber l'un de ses gants dans l'eau, Jason aurait voulu le rattraper mais aurait fait chavirer la barque et se serait noyé en paniquant. Saison 1 Sa place au sein de l'équipe de football ainsi que son maillot avec pour numéro le « 9 » sont attribués à Archie tandis que plusieurs hommages lui sont dédiés comme un discours émouvant de sa sœur dans le gymnase du lycée face à tous ses camarades ou encore lors du bal dans le premier épisode. Le corps en décomposition de Jason est retrouvé dans la rivière par Kevin et Moose. Avec une balle dans la tête, l'accident de Jason se transforme en meurtre. |                  |            |            |           |           |          |           |          |                   |         |
| Asha Bromfield | Melody Valentine | Récurrente | Récurrente |           |           | Invité   |           |          | 16                | Vivante |
| Melody est une étudiante au lycée de Riverdale, également bassiste du groupe de rock de Josie and the Pussycats. Saison 1 Elle est aperçue pour la première fois dans le premier épisode, lorsque sa répétition privée avec Valerie et Josie est interrompue par Archie. |                  |            |            |           |           |          |           |          |                   |         |
| Hayley Law | Valerie Brown    | Récurrente | Récurrente |           |           | Invité   |           |          | 16                | Vivante |
| Valerie est une étudiante au lycée de Riverdale, également compositrice, bassiste et vocaliste du groupe Josie and the Pussycats. Saison 1 Elle est aperçue pour la première fois dans le premier épisode, lorsque sa répétition privée avec Melody et Josie est interrompue par Archie. |                  |            |            |           |           |          |           |          |                   |         |
| Cody Kearsley | Moose Mason      | Récurrent  | Récurrent  | Récurrent | Récurrent |          | Récurrent |          |                   | Vivant  |
| Saison 1 Moose est un étudiant au lycée de Riverdale. Ami de Reggie et Archie, il joue les hétéros mais est en fait bisexuel. Seulement Kevin est au courant puisque Moose tiens absolument à le voir en dehors des cours. Moose est accompagné de Kevin lorsqu'il tombe sur le corps de Jason Blossom dans la rivière de Sweet Water à la fin de l'épisode. |                  |            |            |           |           |          |           |          |                   |         |

### Famille Cooper
| Acteurs / Actrices | Personnages  | Saison 1   | Saison 2   | Saison 3   | Saison 4   | Saison 5   | Saison 6   | Saison 7  | Nombre d'épisodes | Statut  |  |
| --- | ------------ | ---------- | ---------- | ---------- | ---------- | ---------- | ---------- | --------- | ----------------- | ------- |  |
| Lochlyn Munro | Hal Cooper   | Récurrent  | Récurrent  | Récurrent  | Invité     | Invité     | Récurrent  | Récurrent | 1                 | Décédé  |  |
| Hal est le père de Betty et Polly ainsi que le mari de Alice. À partir de la saison 2, il reprend l'héritage de son père en commençant une longue série de meurtres, sous le nom de la Cagoule Noire. Il tua : Geraldine Grundy, Midge Klump... |              |            |            |            |            |            |            |           |                   |         |  |
| Tiera Skovbye | Polly Cooper | Récurrente | Récurrente | Récurrente | Récurrente | Récurrente | Récurrente | Invitée   | 0                 | Décédée |  |
| Polly est la sœur de Betty ainsi qu'la fille de Alice et Hal. Saison 1 Adolescente bien en tout points, sa vie se serait brisée après sa relation avec Jason Blossom.                                                                           |              |            |            |            |            |            |            |           |                   |         |  |

### Membres du corps enseignant au sein du Riverdale High School
| Acteurs / Actrices | Personnages          | Saison     | Nombre d'épisodes | Statut  |
| Acteurs / Actrices | Personnages          | 1          | Nombre d'épisodes | Statut  |
| --- | -------------------- | ---------- | ----------------- | ------- |
| Sarah Habel | Pr. Geraldine Grundy | Récurrente | 1                 | Décédée |
| Miss Grundy est le professeur de musique du lycée de Riverdale. Avant les évènements de la série Elle entame une relation amoureuse mais cachée de tous durant l'été avec Archie dont elle tombe amoureuse. Elle était présente au près d'Archie près de la rivière Sweet Water le matin de la disparition de Jason. Ils ont également entendu un coup de feu à cet instant là mais cette dernière ordonne à Archie de ne pas en parler aux policiers sous peine que leur relation soit découverte, qu'elle perde son travail et qu'elle aille directement en prison. Saison 1 Au départ, à la rentrée des classes, elle choisit d'ignorer à contre-cœur ce dernier pour éviter de griller leur secret, sachant pertinemment les risques que cette révélation pourrait avoir. Saison 2 : Après un cours de piano donné à Ben Button, avec qui elle entretient une liaison, la Cagoule Noire s'introduit chez elle et l'assassine avec l'archet qu'Archie lui a offert. |                      |            |                   |         |
| Colin Lawrence | Coach Clayton        | Récurrent  | 1                 | Vivant  |
| Le coach est aperçu pour la première fois dans le premier épisode de la série. Il donne une place de sénior dans l'équipe de football à Archie qui récupère par conséquent la place et le maillot de Jason alors qu'Archie n'est encore qu'en deuxième année (les deuxième année sont généralement du côté de l'équipe junior). |                      |            |                   |         |

## Personnages divers
| Acteurs / Actrices | Personnages | Saison    | Nombre d'épisodes | Statut |
| Acteurs / Actrices | Personnages | 1         | Nombre d'épisodes | Statut |
| --- | ----------- | --------- | ----------------- | ------ |
| Tom McBeath | Smithers    | Récurrent | 1                 | Vivant |
| Saison 1 Smithers est le majordome de Veronica et Hermione, toujours aux petits soins et très gentil envers ses patronnes. |             |           |                   |        |